# ピエールフォン城

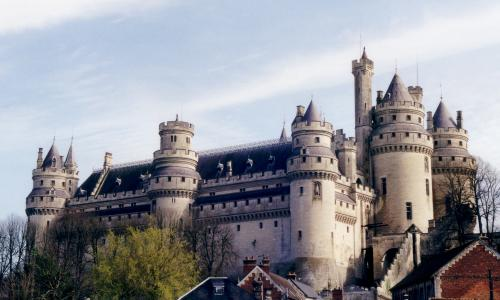
2002年5月撮影

ピエールフォン城（ピエールフォンじょう 仏:château de Pierrefonds）とはフランスの城郭である。オワーズ県のビレルコトレ、コンピエーニュ間に位置し、パリの北方、コンピエーニュの森の南東にある印象的な城である。ピエールフォン城はヨーロッパ中世城郭のほとんどの特徴を兼ね備えている。
ピエールフォンに城が建てられたのは12世紀のことであるが、1392年にはフランス王シャルル6世によってヴァロア家所領とされ、弟のルイがオルレアン公として封じられた（ルイ・ドルレアン）。翌1393年からルイが亡くなる1407年までに、宮廷建築家のジャン・ルノアールによって城郭の完成を見る。

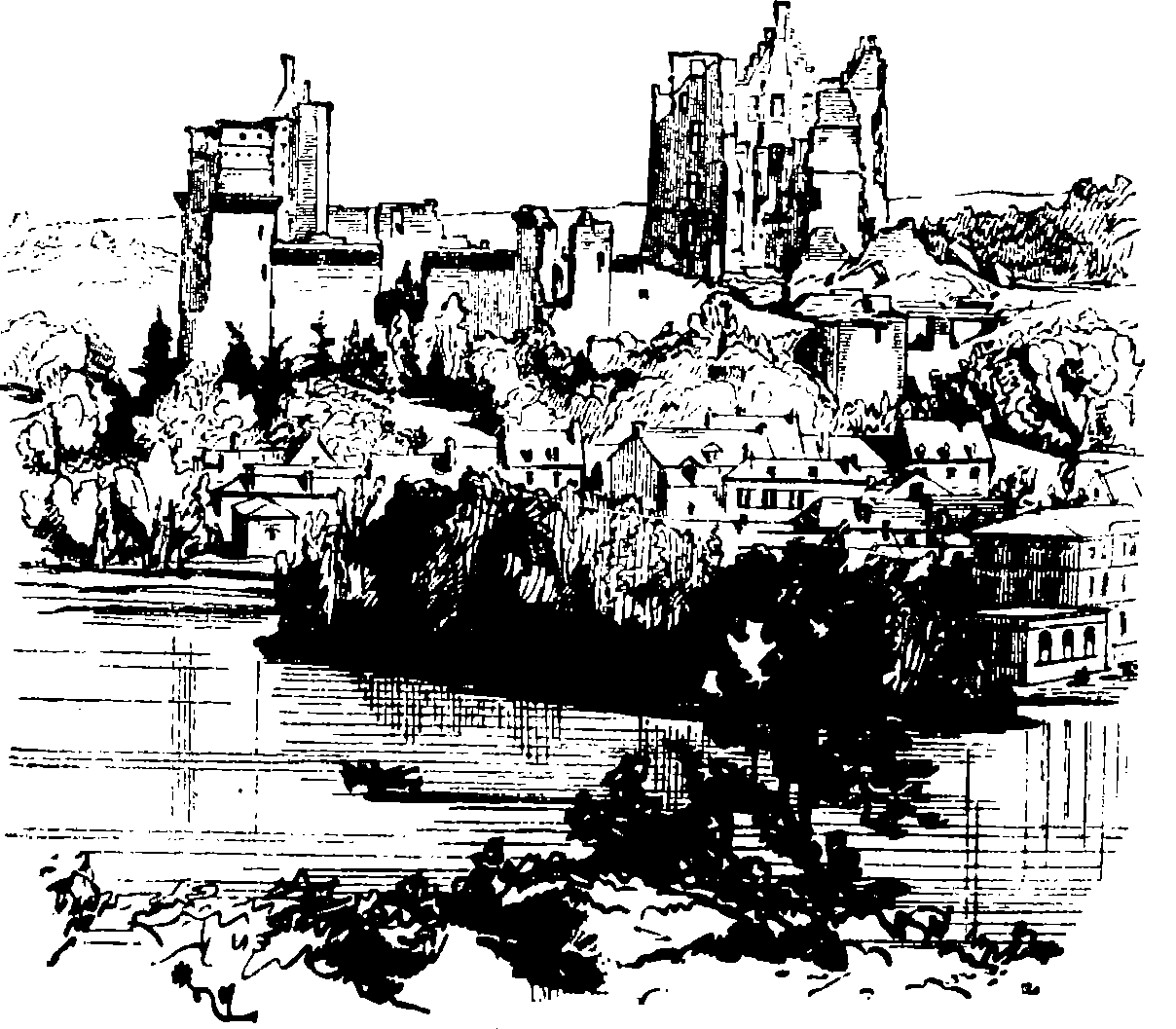
19世紀の修復開始前の遺跡の状況

1617年3月に城はリシュリューに派遣された軍により包囲され、破城作業が開始されたが、城の規模が大きかったため全部は破壊されなかった。その後2世紀の間、城は廃墟のままであった。1810年にナポレオン・ボナパルトが城を購入した。19世紀の中世建築の見直しの動きを受けて、城はロマンチックな遺跡となった。1857年にナポレオン3世がウジェーヌ・エマニュエル・ヴィオレ・ル・デュクに修復を依頼し、1885年に部屋の装飾等一部未完成の状況で修復作業が終了した。修復作業は厳密な復元を目指したものではなく、宮殿としての機能を重視したものである。1862年以降、城は歴史的記念物として保護されている。
座標: 北緯49度20分49秒 東経2度58分49秒 / 北緯49.34694度 東経2.98028度